# 金角大王和银角大王
金角大王和银角大王，是《西遊記》的人物，是住在平顶山水莲花洞的两位大王，以人类为食，武器有七星剑、能吸入回答的人将其溶解的葫芦、净瓶、幌金绳，和能刮三味真火的芭蕉扇。两大王原本是太上老君仆人，负责看守炼丹炉，盗取太上老君宝物後躲到下界。两魔王兄弟在袭击三藏法師一行人时，先将孫悟空压在三座山下，后掳走三藏法师。他们还把孙悟空吸进葫芦里，好把孙悟空溶解，孙悟空逃出葫芦后，反过来用葫芦吸了金角银角兩大王。